# Șliopali Șliopki
Șliopali Șliopki (în rusă Шлёпали шлёпки) este cel de-al doilea album de studio al cântăreței ucrainene Olha Poleakova, lansat în 2017.
Albumul conține în mare parte melodii lansate anterior, dar, conform interpretei, lista cântecelor reflectă drumul său în carieră. Ea își numește stilul „pop vernacular”. Albumul a fost precedat de un turneu național intitulat „Șliopaki Șliopki”, de la care a preluat denumirea.
„Șliopki” («Шлёпки») este un cuvânt telescopat provenind din cuvintele rusești „șliopat'”/«шлёпать» – (adesea sexualizat) a lovi cu palma sau a produce sunetul respectiv și „tapki”/«тапки» – papuci de cameră. Astfel, traducerea aproximativă a titlului albumului este „Îmi pârâiau papucii”, în contextul versurilor „Când fugeam de tine fără să-mi întorc privirile / îmi pârâiau papucii și călcâiele”.

## Single-uri
Nouă single-uri prezente pe album au fost lansate individual. Primul din ele, intitulat „Șliopki” (rus. «#Шлёпки») a fost lansat în mai 2013 și a urcat imediat pe primele locuri în clasamentele ucrainești.
Puțin mai devreme, la 21 decembrie 2012, în așa-zisa zi a sfârșitului lumii, Poleakova a lansat un videoclip tematic pentru single-ul „Russian Style”, single-ul însuși fiind lansat în mai 2013, la câteva zile după „#Șliopki”. Cântecul este ușor modificat în album, expresia „Russian Style” fiind înlocuită cu „Polyakova Style”.

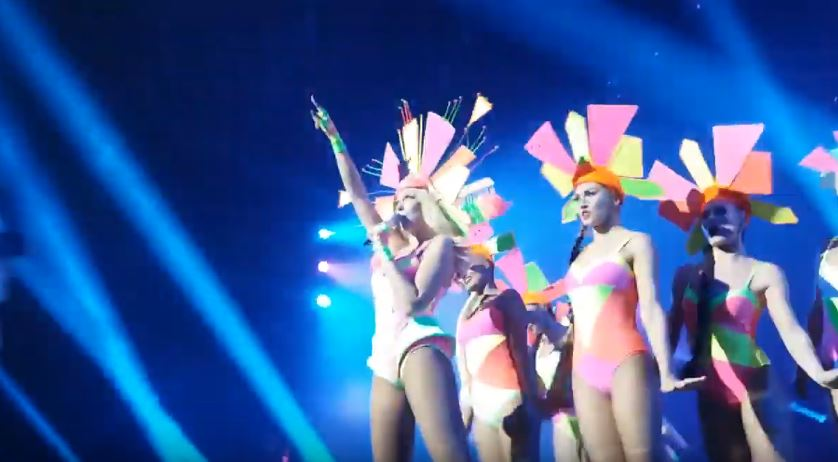
Olha Poleakova interpretând cântecul „#Șliopki” la Palatul „Ucraina”, aprilie 2019

La 23 octombrie 2013, cântăreața a publicat videoclipul noului cântec „Liuli” (rus. «Люли»), regizat de Olena Vinearska și Poleakova însăși. Piesa a fost lansată ca single la 16 decembrie, devenind disponibilă pentru descărcare în format digital. Piesa a avut succes, ajungând în top 10 ale posturilor de radio ucrainești. În 2014, aceasta a fost a opta cea mai căutată piesă ucrainească pe Internet și a primit titlul „Cântecul anului” de la canalul de televiziune Inter. Tot în 2014 au fost lansate discurile single „Astalavista, separatîsta!” (ucr. «Асталавіста, сепаратиста!» – „Hasta la vista, separatistule!”) și „Broșennîi kotionea” (rus. «Брошенный котёня» – „Pisoi abandonat”).
Un nou single, „Liubov'-morkov'” (rus. «Любовь-морковь» – „Dragoste-pacoste”, literalmente „Dragoste-morcov”) a fost lansat la 13 martie 2015, iar videoclipul acestuia la 25 aprilie. La 29 iulie 2015, a fost lansat single-ul „Pervoe leto bez nevo” (rus. «Первое лето без него» – „Prima vară fără el”). Piesa a fost populară, urcând în top 10 în clasamentele radio ale Ucrainei. Videoclipul a fost publicat în septembrie.
La 12 aprilie 2016, a fost lansat un nou single „O Boje, kak bol'no!” (rus. «О Боже, как больно!» – „O, Doamne, cât e de dureros!”), videoclipul regizat de Alan Badoev fiind dezvăluit pe 19 mai. În acea perioadă, a fost publicat un mini-film despre viața Olgăi înainte de a deveni „superstar”, clipul a obținut peste un milion de vizualizări pe YouTube într-o săptămână. La 10 august 2016, a fost lansat discul single „#Plavociki” (rus. «#Плавочки» – „Micul costum de baie”), videoclipul fiind publicat puțin mai devreme.

## Lista cântecelor
| Nr.             | Titlu                                             | Versuri                                                           | Muzică                            | Lungime |  |
| 1.              | „Polyakova Style”                                 | Oleksandr Voevuțkîi                                               | Hennadîi Krupnîk                  | 3:11    |  |
| 2.              | „#Шлёпки / #Șliopki”                              | Vitalii Taran, Oleksandr Vratariov                                | Vitalii Taran                     | 3:35    |  |
| 3.              | „Плавочки / Plavociki”                            | Vitalii Taran, Mîroslav Kuvaldin                                  | Mîroslav Kuvaldin                 | 3:32    |  |
| 4.              | „Люли / Liuli”                                    | Inna Rahmanina                                                    | Svitlana Kulemina                 | 3:35    |  |
| 5.              | „Любовь-морковь / Liubov-morkov”                  | Natalea Kasîmțeva                                                 | Svitlana Kulemina                 | 3:12    |  |
| 6.              | „О Боже, как больно / O Boje, kak bolno”          | Natalea Iarmolenko, Mîroslav Kuvaldin                             | Natalea Iarmolenko                | 3:13    |  |
| 7.              | „Первое лето без него / Pervoe leto bez nevo”     | Mîhailo Iasînskîi, Olha Poleakova, Mîroslav Kuvaldin, Omar Khayam | Olha Poleakova, Mîroslav Kuvaldin | 3:36    |  |
| 8.              | „Шарик / Șarik”                                   | Teteana Zalujna                                                   | Teteana Zalujna                   | 3:04    |  |
| 9.              | „Мальчикам это нравится / Malcikam ăto nravitsea” | Svitlana Kravciuk                                                 | Svitlana Kravciuk                 | 3:32    |  |
| 10.             | „Мама казала / Mama kazala”                       | Mîroslav Kuvaldin                                                 | Mîroslav Kuvaldin                 | 3:05    |  |
| 11.             | „Love is”                                         | Mîroslav Kuvaldin                                                 | Vasîl Tkaci, Mîroslav Kuvaldin    | 3:39    |  |
| 12.             | „Брошенный котёня / Broșennîi kotionea”           | Mîhailo Iasînskîi                                                 | Ruslan Kvinta                     | 3:02    |  |
| 13.             | „Асталависта / Astalavista”                       | Mîroslav Kuvaldin, Mîhailo Iasînskîi                              | Mîroslav Kuvaldin                 | 3:29    |  |
| Lungime totală: | Lungime totală:                                   | Lungime totală:                                                   | Lungime totală:                   | 43:42   |  |

## Critică
Pe site-ul rusesc InterMedia, albumul are 3 stele din 5.